# Fussstein
Le Fußstein est une montagne qui s’élève à 3 380 m d’altitude dans les Alpes de Zillertal, en Autriche.